# Gabrielle d’Estrées i jedna z jej sióstr
Gabrielle d’Estrées i jedna z jej sióstr – manierystyczny obraz anonimowego malarza.

## Opis obrazu
Obraz przedstawia Gabrielle d’Estrées, kochankę króla francuskiego Henryka IV oraz jedną z jej sióstr, Julienne d’Estrées, księżną de Villars lub Madame de Balagny. Kobiety siedzą nago w przykrytej białym prześcieradłem wannie a wokół nich wiszą spięte zasłony. Ich jasna karnacja, dodatkowo oświetlona, kontrastuje z ciemnymi barwami tła. Dzięki zastosowaniu malarskiej techniki iluzjonistycznej, scena jaka rozgrywa się na drugim planie staje się bardziej wyeksponowana; na niej skupia się uwaga widza. W głębi ukazana została siedząca, młoda, ruda kobieta podczas jakichś prac ręcznych. Obok niej stoi przykryty zielonym suknem stół i ciemne lustro. Nad kominkiem widoczny jest fragment obrazu z nagim mężczyzną z czerwoną materią zakrywająca jego genitalia.

## Interpretacja
Kompozycja obrazu nabiera właściwego znaczenia po odczytaniu symbolicznych gestów jakie wykonują kobiety. Kobieta z lewej strony szczypie w sutek swoją siostrę. Gest ten odczytywany jest jako aluzja do ciąży Gabrielle i późniejszych narodzin nieślubnego syna Henryka IV, Césara de Vendôme. Potwierdzeniem tej teorii może być szyjąca dziewczyna, być może szykująca wyprawkę dla dziecka. Gabrielle w lewej dłoni trzyma pierścień koronacyjny Henryka IV.
Obraz został nabyty w 1937 roku przez muzeum Luwr.

## Inne wersje
Gabrielle d’Estrées i jej siostra była tematem kilku innych obrazów autorstwa nieznanych malarzy.

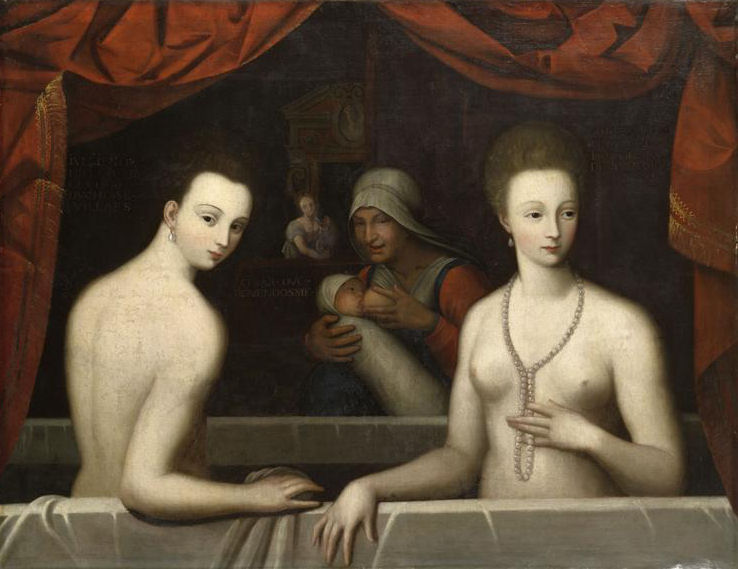
Gabrielle d’Estrées z siostrą de, koniec XVI wieku, Musée National du Château de Fontainebleau
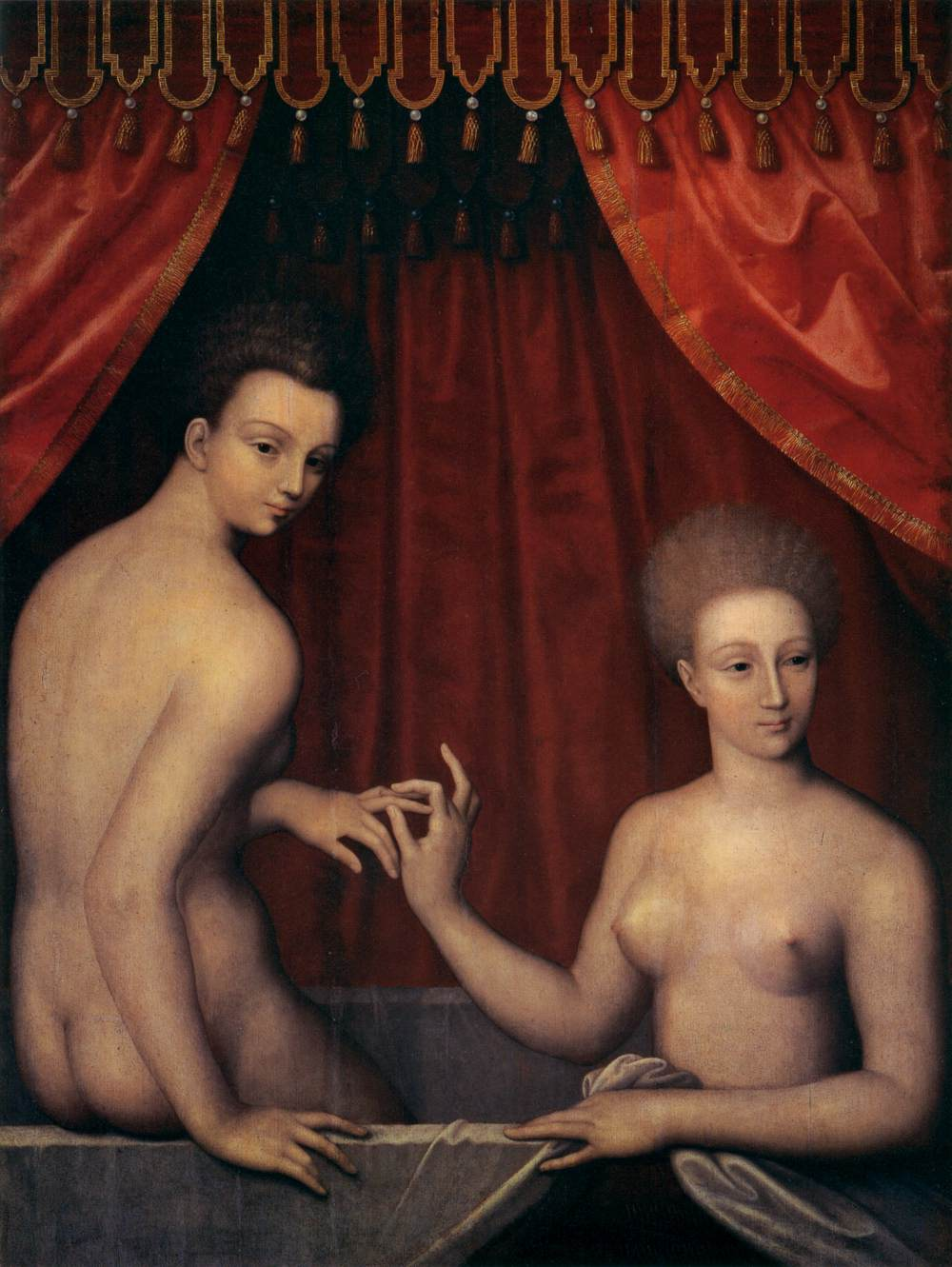
Gabrielle d’Estrées z jedną ze sióstr, koniec XVI w. Musée des Offices de Florence